# 美式氣門嘴

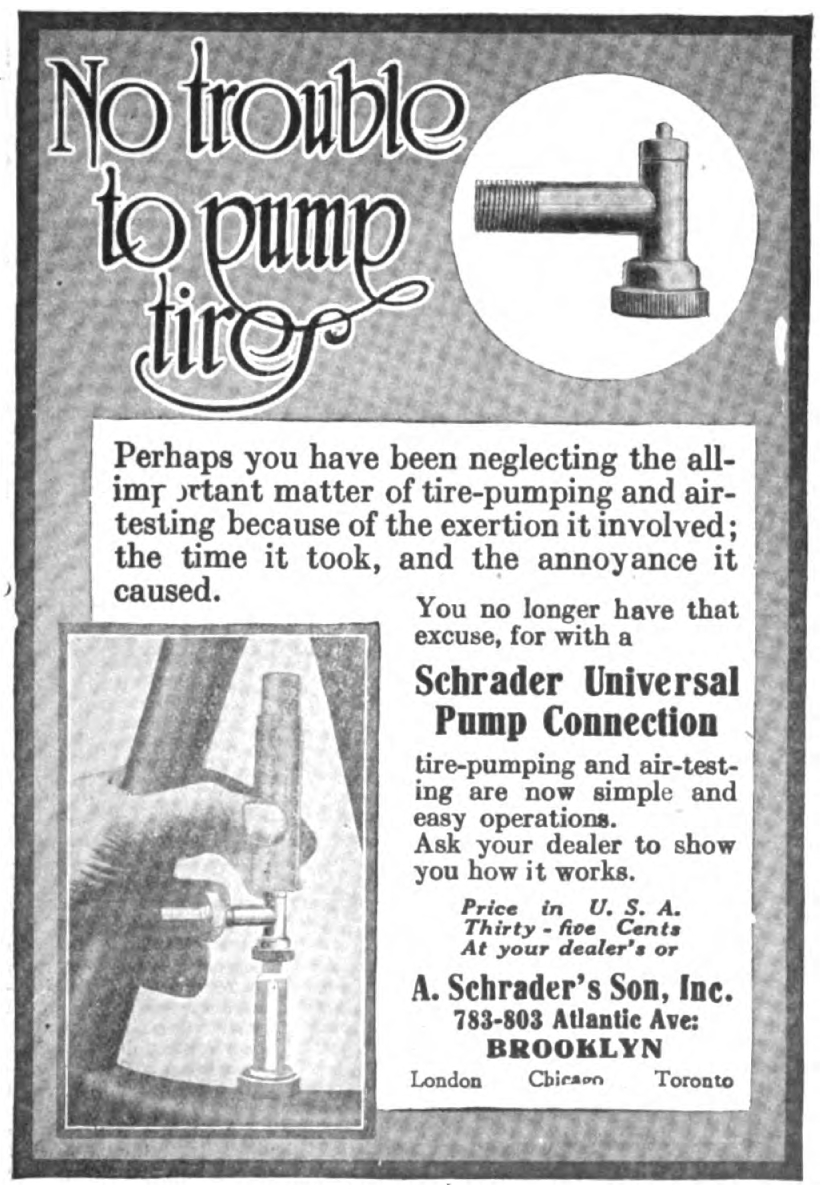
許瑞德公司刊於1918年的廣告

美式氣門嘴（英語：或）通常簡稱為美式嘴，是一種廣泛運用於今日所有動力車輛之輪胎上的充氣裝置。「Schrader」是美國一個品牌名稱，來自於德裔美國人奧古斯特·許瑞德（August Schrader）於1844年設立的許瑞德公司，並於1893年以這種設計的氣門嘴取得美國專利權。

## 構造與原理

美式嘴作用示意圖

打開氣門嘴蓋後，美式嘴會露出一根具有外螺紋的銅管，內為叫作芯腔的空氣通道，稱作氣門嘴本體。本體中間的芯腔鎖著一個氣芯，裡面有一根由螺旋彈簧支撐的芯桿，按下芯桿即可充或洩氣；而氣芯可用特殊工具旋轉取出。
一般說來，銅管的長度或彎度可以變化，但其孔徑與內、外螺紋是固定的，以便鎖上氣門嘴蓋與氣芯。銅管外螺紋的外徑是7.7毫米，螺紋根則為直徑6.9毫米、間距0.794 毫米。內螺紋的直徑5.2毫米，間距0.705毫米。至於氣門嘴內螺紋，需使用輪胎氣門嘴專用的CTV5-36牙（5v1-36牙）絲攻。

## 主要型式
美式嘴按照材質、輪圈氣門嘴孔徑、長度和彎曲角度的不同，可分成下述幾個主要型式：
- TR-4：直式本體，直徑8毫米。
- TR-6：直式本體，直徑8毫米。
- TR-13：直式本體，直徑11.5毫米。
- TR-15：直式本體，直徑1 毫米。
- TR-87：彎式本體，彎角90°，前端較短，直徑10毫米。
- TR-87C：彎式本體，彎角90°，前端較短，直徑10毫米。
- TR-413：輪輞上供安裝氣門嘴的孔徑11.50毫米，長度31.8毫米。
- TR-415：輪輞上供安裝氣門嘴的孔徑15.87毫米，長度31.8毫米。
- TR-418：輪輞上供安裝氣門嘴的孔徑11.50毫米，長度50.8毫米。
- TR-425：輪輞上供安裝氣門嘴的孔徑15.87毫米，長度50.8毫米。

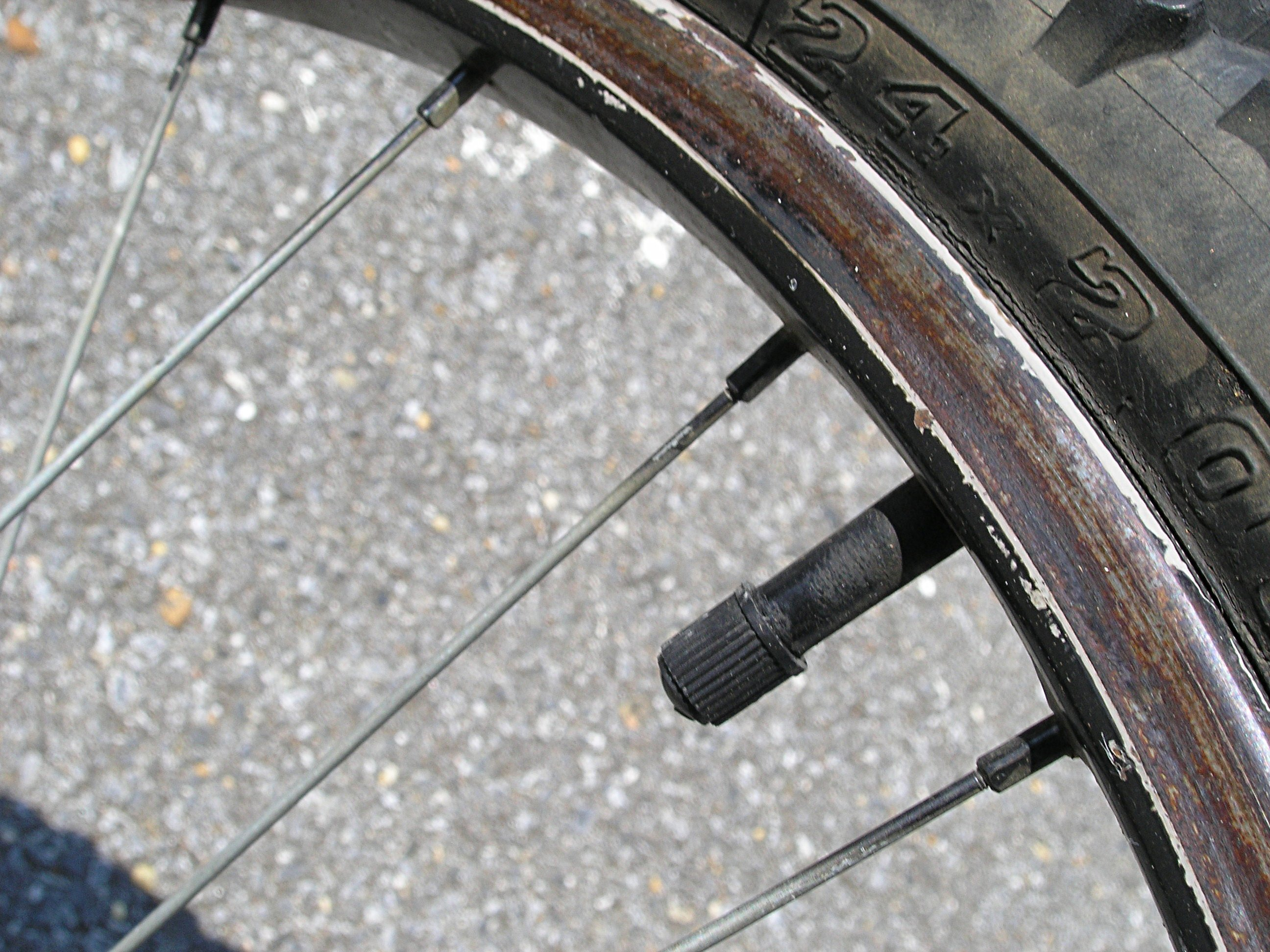
自行車胎的美式氣門嘴
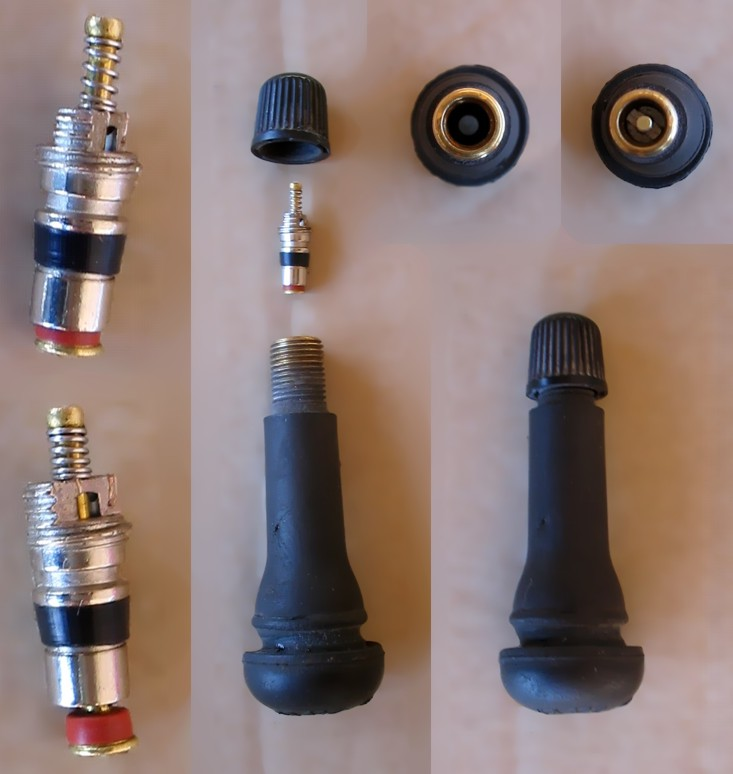
美式氣門嘴拆解圖

## 其它應用
許多滅火器內部使用與美式氣門嘴作用原理相同的閥門，但上部連接槓桿，壓下去便能快速釋放填裝的滅火劑。

## 外部連結
- （英文）The Tire and Rim Association （页面存档备份，存于）